# Francesc Queral Vidal
Francesc Queral Vidal, conegut artísticament com a Cesc Queral, (Barcelona, 23 d'agost de 1948 - 15 d'agost de 2025) fou un actor, humorista i empresari teatral català. Va adquirir notorietat l’any 1988 gràcies a la televisió i al seu personatge de La Vicenteta.
Nascut al barri de Sants de Barcelona, s’inicià en l’àmbit creatiu treballant per al TBO, on elaborava guions per als dibuixants. Col·laborà en diversos teatres, com El Molino, l’Arnau o El Llantiol, escrigué obres teatrals i dirigí espectacles. També participà en programes de ràdio. L’any 1977, conjuntament amb Josep Anton Codina i Alfons Maiques, fundà l’Escola d’Actors de Barcelona, dedicada a la formació en teatre, cinema i televisió, que dirigí durant alguns anys. L’escola comptà amb la col·laboració de figures com Rogelio Rivel, Carles Maicas, Lluís Elías, Ramon Teixidor o Àngels Margarit.
Es donà a conèixer al gran públic a finals dels anys vuitanta i principis dels noranta amb el personatge de La Vicenteta, una cupletista fictícia que aparegué en el concurs televisiu Tres pics i repicó, de TV3. El personatge havia estat creat sis anys abans i Queral el representava ja en espectacles de cabaret. Posteriorment el recuperà en gires per Catalunya, el País Valencià i les Illes Balears.